# Babettes Gæstebud (film)
 Denne artikel omhandler filmen Babettes Gæstebud. Opslagsordet har også en anden betydning, se Babettes Gæstebud (novelle).
Babettes Gæstebud er en dansk film fra 1987. Såvel manuskript som instruktion er af Gabriel Axel efter Karen Blixens fortælling trykt i Skæbne-Anekdoter. Filmen Babettes Gæstebud har modtaget en række filmpriser heriblandt en Robert for årets kvindelige hovedrolle til skuespillerinde Stéphane Audran i 1988 og BAFTA-prisen for bedste udenlandske film i 1988. Endvidere blev den som første film i dansk filmhistorie præmieret med en Oscar for bedste fremmedsprogede film i 1987. Efter moden betænkningstid blev filmen Babettes Gæstebud den 24. januar 2006 optaget på den danske kulturkanon.

## Handlingsforløb
I en lille landsby på den jyske vestkyst bor i slutningen af 1800-tallet to ældre, ugifte søstre, Filippa (Bodil Kjer) og Martine (Birgitte Federspiel), der bruger deres tid på velgørenhed i sognet. Søstrene lever i ånden fra deres far (Pouel Kern), en markant præst, der skabte en pietistisk menighed, som søstrene søger at holde i live mange år efter faderens død. Den lille skare samles regelmæssigt i Guds navn hos søstrene, hvor den franske husholderske, Babette Hersant (Stéphane Audran), serverer småkager.
Som unge var de to søstre (Hanne Stensgaard og Vibeke Hastrup) meget smukke og eftertragtede af de unge mænd, men deres far tillod ikke, at de blev gift. En svensk officer, Lorens Löwenhielm (Gudmar Wivesson), der i sit hjemland havde gjort sig uheldigt bemærket, blev af sin far sendt til sin fromme tante (Ebba With) på et gods i nærheden. Tanten var med i præstens menighed, og da Löwenhielm så Martine, blev han betaget af hende og kom også med til menighedens møder. Han erklærede Martine sin kærlighed, men måtte vende hjem til Sverige, hvor han forsøgte at glemme Martine; han giftede med en hofdame.
En berømt fransk sanger, Achille Papin (Jean-Philipe Lafont), fejrede triumfer, men det trættede ham, og han ønskede at komme langt væk fra byen. En veninde foreslog ham at tage til den lille vestjyske by, hvor han indlogerede sig hos købmanden. Da han tilfældigt kom til gudstjeneste i kirken, hørte han Filippa, der havde en meget smuk stemme (Tina Kiberg), og betaget opsøgte han præsten for at få lov til at undervise hende. De unge forelskede sig i hinanden, men Filippa turde ikke give sig hen, og hun bad ham stoppe undervisningen. Papin rejste nedslået tilbage til Paris.
En uvejrsnat 35 år senere banker en fransk kvinde, Babette, på døren hos de to søstre, og med sig bringer hun et brev til dem fra Papin, der beder dem tage imod Babette, som i sit hjemland er forfulgt under en opstand. Babette tilbyder at blive ulønnet husholderske, og søstrene tager mod hendes tilbud. De instruerer hende i brugen af de lokale råvarer, men snart begynder Babette at føre husholdningen bedre, end søstrene nogensinde selv har formået. Babette lærer at tale dansk og bliver i løbet af de næste 15 år integreret i det lille samfund.
Babettes eneste forbindelse til Frankrig er en lotteriseddel, som en veninde i Frankrig trofast fornyr hvert år. Samtidigt er den lille menighed ved at smuldre i indbyrdes kiv. I filmens nutid nærmer 100-årsdagen for præstens fødsel sig, og søstrene håber, at en fejring af dagen kan genskabe harmonien i menigheden. Kort tid inden modtager Babette et brev med hovedgevinsten fra lotteriet, og hun beder søstrene om  lov til at lave en rigtig fransk middag til årsdagen. De lidt tøvende søstre erkender, at Babette aldrig har bedt om noget før og lader hende gøre det.
Babette blomstrer op ved at skaffe de rigtige råvarer fra Frankrig, og mens de lokale vantro ser til, går hun i gang med at forberede middagen. Søstrene får kolde fødder, da de opdager, hvad Babette er i gang med, og de mødes med menigheden, der enes om fuldstændigt at afholde sig fra at kommentere mad og drikke. Kort før årsdagen får søstrene af Löwenhielms tante at vide, at Löwenhielm, der nu er general (Jarl Kulle), er på besøg og beder om lov til at komme med til årsdagen. Det får han, og generalen og hans tante indfinder sig.
Da middagen går i gang, sidder de lokale som aftalt og afholder sig fra at kommentere maden og vinen. Löwenhielm, der ikke kender til aftalen, overraskes over serveringen og kommenterer den, men undrer sig over de øvrige gæsters ligegyldighed. På et tidspunkt refererer han til et måltid, han engang havde spist i Paris på en af de fineste restauranter, hvor en af retterne netop er en af dem, han får serveret. Han nævner, at restaurantens kok var en kvinde, som var overordentlig talentfuld. Undervejs i måltidet gør maden og ikke mindst de fine vine deres virkning på gæsterne, der ikke på noget tidspunkt kommenterer maden, men bliver i godt humør og glemmer gammelt nag.
Da gæsterne er gået, og Löwenhielm og Martine har genfundet hinanden i ånden, takker søstrene Babette for det fine måltid og forventer, at hun vil forlade dem. Men Babette afslører, at måltidet har kostet hele gevinsten, og at det svarede til, hvad et tilsvarende måltid kostede på den restaurant i Paris, som Löwenhielm talte om, og hvor hun var chefkok. Hun har derfor ikke flere penge, og hun bliver hos søstrene.

## Medvirkende
- Ghita Nørby – fortælleren
- Stéphane Audran – Babette Hersant
- Bodil Kjer – Filippa
- Hanne Stensgaard – Filippa som ung
- Birgitte Federspiel – Martine
- Vibeke Hastrup – Martine som ung
- Jean Philippe Lafont – Achille Papin
- Jarl Kulle – general Lorens Löwenhielm
- Gudmar Wivesson – Lorens Löwenhielm som ung
- Bibi Andersson – hofdame fra Sverige
- Bendt Rothe – gamle Nielsen
- Lisbeth Movin – enke
- Preben Lerdorff Rye – kaptajn
- Cay Kristiansen – Poul
- Axel Strøbye – kusk
- Erik Petersen – drengen Erik
- Ebbe Rode – Christopher
- Ebba With – Löwenhielm tante
- Pouel Kern – præst, far til Filippa og Martine
- Else Petersen – Solveig
- Finn Nielsen – købmand
- Holger Perfort – Karlsen
- Asta Esper Andersen – Anna
- Therese Højgaard Christensen – Martha som ung
- Lars Lohmann – fisker
- Tine Miehe-Renard – Löwenhielm hustru
- Thomas Antoni – svensk løjtnant
- Gert Bastian – fattig mand
- Viggo Bentzon – fisker i robåd
- Tina Kiberg – sangstemme for Filippa
- Kim Sjøgren – musiker

## Det filmiske håndværk
Karen Blixens fortælling foregår i Nordnorge, men Gabriel Axel har flyttet den til Vestjylland. Den blev optaget i Vigsø ved Hanstholm og ved den ensomt beliggende Mårup Kirke ved Lønstrup Klint. Kirkens beliggenhed yderst på klinten var årsag til, at den blev nedrevet. Filmen kostede samlet 13 millioner kroner at udarbejde. Gabriel Axel havde forgæves forsøgt at få norske og franske investorer, men filmen endte med at blive produceret for danske penge. De ni millioner kom som støtte fra Det Danske Filminstitut, mens Just Benzer, filmens producent, skaffede resten af beløbet.

## Festmenuen iBabettes Gæstebud
Blandt de centrale emnefelter i filmen er den menu, som Babette kreerer i forbindelse med gæstebuddet, som indgår i filmtitlen. Menuen og dens retter er beskrevet i fortællingen uden angivelse af opskrifter. Undertiden benytter Karen Blixen navne og betegnelser, som ikke umiddelbart lader sig identificere. Frembringelsen af menuen blev  overladt kokken Jan Cocotte-Pedersen, der var chefkok på restaurant La Cocotte i København. Samtlige retter blev i overensstemmelse med novellens ånd tilberedt fra grunden og tilsat Jan Cocotte-Pedersens ekspertviden. Opskrifterne blev senere offentliggjort – og flere af retterne er blevet internationale klassikere.

- Skildpaddesuppe
- Blinis Demidoff med kaviar
- Vagtler i sarkofag med foie gras og trøffelsauce
- Franske oste fra Auvergne
- Baba med rom og frisk glaseret frugtsalat

- Demidoff med kaviar
(forret).
- Vagtel i sarkofag
(hovedret).
- Baba i rom
(dessert).

## Underlægningsmusik
Komponisten Per Nørgård varetog selve underlægningsmusikken, mens orgel og klaver spilledes af Finn Gravnbøl. Derudover indgår en række sange, hvor kongelig kammersanger Tina Kiberg synger for Filippa – blandt andet i salmerne O Herre, lad dit rige, Herre Gud! Dit dyre navn og ære og i Mozartsduet Là ci darem la mano, der i filmen bliver sunget på fransk.

## Modtagelse og anmeldelser
Filmen Babettes Gæstebud, der blev præsenteret for verdenspressen ved filmfestivalen i Cannes 1987, opnåede den økumeniske pris. Imidlertid blev filmen kun halvdårligt modtaget på festivalen – og heller ikke ved den senere danske premiere opnåede filmen alt for positiv modtagelse. Modsætningsvis var de franske og amerikanske kritikere overvejende positive – og ganske usædvanligt for danske film på denne tid opnåede filmen udbredt distribution i USA. Muligvis var årsagen, at filminstruktør Sydney Pollack med sin forudgående film Mit Afrika havde skabt international interesse for Karen Blixens skæbnemønster, gådefuldhed og fortællekunst.